# Krzysztof Fikiel
Krzysztof Fikiel (Rdziostów, 3 febbraio 1958) è un ex cestista polacco con cittadinanza tedesca.

## Carriera
Con la Polonia ha disputato i Giochi olimpici di Mosca 1980 e cinque edizioni dei Campionati europei (1979, 1981, 1983, 1985, 1987).

## Palmarès

### Individuale
- Polska Liga Koszykówki MVP: 1

Wisła Cracovia : 1983-1984